# Heiner Grub
Heiner Grub (* 3. September 1934 in Ludwigsburg) ist ein deutscher Förster, Politiker und Autor. Er war Mitglied des Tübinger Kreistags für die SPD sowie Schatzmeister im Landesnaturschutzverband Baden-Württemberg. Er ist Träger des Bundesverdienstkreuzes.

## Werdegang
Heiner Grub ist ein Urenkel von Friedrich Grub. Er wuchs mit seinen drei Brüdern, Götz Grub, Volker Grub und Hermann Grub in Bermaringen auf. Die Oberschule besuchte er zunächst im Internat in Urspring, die Reifeprüfung legte er 1954 in Ludwigsburg ab. Anschließend begann er das Studium der Forstwissenschaft in München und Freiburg, welches er 1958 mit der Diplomprüfung abschloss. Er promovierte bei Julius Speer und Erich Preiser über das Thema Kritische Auseinandersetzung mit der traditionellen forstlichen Rentabilitätslehre. Das Referendariat im Dienst der baden-württembergischen Landesforstverwaltung schloss er im November 1962 mit der großen forstlichen Staatsprüfung in Freiburg ab.

## Tätigkeit als Förster
Zunächst arbeitete er als Amtsverweser im Forstamt Maulbronn, anschließend vier Jahre als Forsteinrichter in verschiedenen Forstämtern des Direktionsbezirks Nordwürttemberg. 1967 ward er Referent bei der Forstdirektion. Im September 1971 übernahm er die Leitung des Forstamtes Gschwend. Im März 1977 ward er zum Leiter der Abteilung Holzverkauf, Jagd und Fischerei bei der Forstdirektion Tübingen bestellt. In dieser Eigenschaft übernahm er im Frühjahr 1977 den Vorsitz des Aufsichtsrates der Holzhof-Oberschwaben Genossenschaft Bad Schussenried. 1994 wechselte er in die Abteilung Waldbau und Forsteinrichtung.
Tätigkeitsschwerpunkte hierbei waren:
- Die Erschließung neuer Absatzmärkte vor allem für Fichtenschwachholz und für Sturmholz in Österreich, Italien und Frankreich.
- Die Erschließung des Kleinprivatwaldes mit Holzabfuhrwegen.
- Die Regulierung der Schalenwildbestände, mit dem Ziel die Verjüngung naturnaher Mischwälder ohne Schutzmaßnahmen gegen Wildverbiss zu ermöglichen. Um dies zu erreichen, wurden auf Grubs Initiative hin die Forstämter verpflichtet in „Forstlichen Gutachten“ den Grad des Wildverbisses und die getroffenen Schutzmaßnahmen zu erfassen und der für die Abschussfestsetzung zuständigen Jagdbehörde zu übermitteln. Dieses Verfahren ward ab 1979 in den Staatsjagden ab 1983 in allen Jagdbezirken Baden-Württembergs mit Ausnahme des Großprivatwaldes eingeführt und später von anderen Bundesländern übernommen.

Im September 1999 trat er in den Ruhestand.
Heiner Grub leitete in den 1970er Jahren den Exkursionsausschuss des Deutschen Forstvereins und organisiert Exkursionen u. a. nach Norwegen und in die Türkei.
Er gehört zu den Mitbegründern des Ökologischen Jagdverbandes Baden-Württemberg.

## Politisches Wirken
1972 trat Grub der SPD bei und gründete 1973 in Gschwend den SPD-Ortsverein. 1975 ward er zum Vorsitzenden des SPD-Kreisverbandes Ostalb gewählt. 1976 kandidierte er im Wahlkreis Schwäbisch Gmünd für den Landtag, verpasste jedoch den Einzug ins Parlament.
1979 ward er für 5 Jahre in den Tübinger Kreistag gewählt. Im Anschluss daran zog er sich weitgehend aus der Parteiarbeit zurück, um sich seiner beruflichen Tätigkeit zu widmen. Im Ruhestand engagierte er sich wieder in der SPD-Arbeitsgemeinschaft 60-Plus, von 2007 bis 2013 als Vorsitzender der AG. In dieser Zeit organisierte er Veranstaltungen zu Themen der Sozial- und Umweltpolitik sowie des Denkmalschutzes.
Im Ruhestand engagierte er sich ehrenamtlich im Landesnaturschutzverband (LNV). Von 2000 bis 2012 war er Schatzmeister des Verbandes. In dieser Zeit initiierte er Projekten, darunter das Medienpaket Ende im Gelände, das 2005 mit dem Medienpreis der Deutschen Geografie ausgezeichnet wird. Es folgten 2009 das Medienpaket Kurze Wege und schließlich 2011 der Bildband LAND – Natur und Umwelt in Baden-Württemberg – eine Bilanz in Bildern mit Luftbildern des Fotografen Manfred Grohe. Sie zeigen die Schönheit von Kulturlandschaften, aber auch ihre schleichende Zerstörung durch den Flächenverbrauch für Siedlung und Verkehr.
Für seine Verdienste ward Grub 2015 mit der goldenen Ehrennadel des Landesnaturschutzverbandes ausgezeichnet.

## Tätigkeit als Autor
Während seiner Tätigkeit als Förster veröffentlichte Heiner Grub zahlreiche forstwissenschaftliche Texte.
Heiner Grub engagiert sich in der Ahnenforschung und arbeitet an der Chronik der Familie Grub mit, die sein Bruder Volker Grub im Jahr 2002 erstmals herausgab.
2004 und 2006 veröffentlichte er den fast lückenlos erhalten gebliebenen Briefwechsel seiner Eltern Lore und Hermann Grub vom Beginn des Zweiten Weltkriegs bis zum Tod des Vaters im April 1943 in Russland. Das einzigartige Zeitdokument fand Beachtung und lässt sich im Deutschen Tagebucharchiv in Emmendingen einsehen.

## Auszeichnungen
2019 wurde Heiner Grub die Verdienstmedaille der Bundesrepublik Deutschland verliehen. Nach den Worten der Laudatoren sei Grub maßgeblich dafür mitverantwortlich, dass politische Entscheidungsträger sich über die Endlichkeit des verfügbaren Platzes und der Landschaft bewusst sind.

## Schriften
- Kritische Auseinandersetzung mit der traditionellen forstlichen Rentabilitätslehre, Dissertation. Universität München 1962.
- Entwicklung und Stand der Tannenwirtschaft im Schwäbisch Fränkischen Wald. In: Holzentralblatt. Nr. 126, 22. Oktober 1965, Seite 2215–2218.
- Wildschäden am Wald. Herausgegeben vom „aid-infodienst“ 1983. 9. Auflage: 2015, ISBN 978-3-8308-1204-3.
- Wie bedrohlich sind die neuartigen Waldschäden für unser Wild und welche jagdlichen Konsequenzen ergeben sich? In: AFZ. Nr. 21, 1984.
- Ökologisch wertvolle Waldkomplexe aus der Sicht der Forsteinrichtung. In: Schriftenreihe der Freiburger Forstlichen Forschung. Band 9. 2000, Seite 68 ff.
- Einbeziehung der Waldbiotopkartierung in die Forsteinrichtung und forstliches Gutachten zum Abschussplan in Baden-Württemberg. In: ÖKO. Jagdmagazin des Ökologischen Jagdverbandes. Ausgabe Nr. 2, Mai 2001.
- Zerstörung und Erneuerung – das Waldbild der Schwäbischen Alb im Wandel. In: Blätter des Schwäbischen Albvereins. Jg. 107, 4/2001, Seite 4–6.
- Gämsen im Oberen Donautal. In: Blätter des Schwäbischen Albvereins. Jg 108, 6/2002, Seite 10–12.
- mit Volker Grub, Ulrich Mailänder u. a. Chronik der Familie Grub. Herausgeber Volker GrubStuttgart 2002, ISBN 3-923107-15-3. 2. Auflage 2012, ISBN 978-3-89735-370-1.
- Der Briefwechsel der Eltern Hermann und Lore Grub – Juni 1941 bis April 1943. Tübingen 2004, ISBN 3-923107-23-4.
- Der Briefwechsel der Eltern Hermann und Lore Grub – August 1939 bis Juni 1941. Tübingen 2006, ISBN 3-923107-34-X.

Initiativen und Veröffentlichungen unter der Leitung Heiner Grubs als Vorstandsmitglied des Landesnaturschutzverbands Baden-Württemberg
- Ende im Gelände – Lesebuch mit Film über den verschwenderischen Umgang mit unserer Landschaft – eine Analyse mit Lösungsansätzen. Herausgeber Landesnaturschutzverband Baden-Württemberg, ISBN 3-8030-0650-3.
- Kurze Wege – Drei Filme über den Zusammenhang von Alltag und Siedlungsform. Herausgeber Landesnaturschutzverband Baden-Württemberg, 2009, ISBN 978-3-00-025925-8.
- LAND – Natur und Umwelt in Baden-Württemberg – Eine Bilanz in Bildern. Herausgeber Landesnaturschutzverband Baden-Württemberg, 2011, ISBN 978-3-7650-8600-7.